# Bitwa pod Al-Lahun
Bitwa pod Al-Lahun – starcie zbrojne, które miało miejsce 8 października 1798 roku pomiędzy wojskami francuskiej armii pod dowództwem generała Desaix a wojskiem Murada Beja. Bitwa była jednym z epizodów wyprawy egipskiej, częścią podboju Górnego Egiptu przez Francuzów. 

## Przyczyny wyprawy generała Desaix
Po bitwie pod piramidami głównodowodzący mameluków w Egipcie, Murad Bej, zdołał zbiec z częścią armii do Górnego Egiptu skąd zamierzał utrudniać Francuzom podporządkowywania kraju. Aby rozbić nieprzyjacielskie siły i podbić tę część Egiptu Napoleon rozkazał generałowi Desaix likwidację wrogich oddziałów na południe od Kairu. Oddział Desaixa złożony z 3000 żołnierzy, zaopatrywany przez statki płynące Nilem wyruszył 25 sierpnia spod Kairu na południe. Systematycznie armia francuska poruszała się na południe, a statki rzeczne dostarczały amunicji i pożywienia. 6 października wojska mameluckie zostały dostrzeżone pod wsią Al-Lahun, ale po krótkich starciach wycofały się.

## Starcie
W nocy między 7 a 8 października zwiadowcy dostarczyli generałowi Desaix informacji o nowym położeniu sił Murada Bej. Desaix wyruszył w kierunku oddziałów nieprzyjacielskich z 2000 żołnierzy. Do bitwy doszło o 8:00 rano. Naprzeciwko Francuzów stanęło 4 000 mameluków i 8 000 Arabów.
Ustawienie armii francuskiej było następujące : wysunięte dwa 180-osobowe oddziały oraz dwa 800-osobowe czworoboki główne. Do szarży ruszyła konnica mamelucka. Rozniosła ona jeden z małych oddziałów, drugi zdołał się utrzymać. Konnica została jednak zmasowanym ogniem głównych oddziałów odparta. Następnie Murad obsadził swą piechotą i artylerią pobliskie wzgórza aby razić ogniem Francuzów, kawalerią zdołał otoczyć francuski obóz. Francuzi rzucili swe siły przeciwko baterii dział osłabiając obóz, który przez chwilę znajdował się w rękach mameluków. Ostrzałem Francuzi wygonili stamtąd nieprzyjaciół. Piechota szturmująca wzgórza także odniosła sukces likwidując mameluckie działa.
Murad Bej utracił w starciu 400 ludzi i działa, Desaix 30 osób i 80 rannych.

## Po bitwie
Następnego dnia armia Desaix zdobyła w pobliskiej wsi kilka barek mameluckich. Napoleon rozkazał, aby podbite prowincje Fajum, Al-Minja i Bani Suwajf otrzymały struktury administracyjne. Marsz na południe musiał być przerwany by móc zreorganizować władzę, nałożyć kontrybucję, dać odpocząć armii.